# Cuộc vây hãm Malacca (1568)
Cuộc vây hãm Malacca (1568) diễn ra vào năm 1568, khi vị Sultan Alauddin của Hồi quốc Aceh đã mang quân đội tấn công thành phố Malacca do Bồ Đào Nha chiếm đóng. Thành phố này đã đặt dưới sự kiểm soát của người Bồ Đào Nha kể từ khi bị Afonso de Albuquerque chinh phục vào năm 1511.
Cuộc tấn công là nỗ lực của một liên minh Hồi giáo được thành lập nhằm đẩy lùi người Bồ Đào Nha khỏi khu vực Malacca và bờ biển Ấn Độ. Đế quốc Ottoman đã cung cấp hàng trăm pháo thủ và vũ khí cho liên minh này, nhưng không thể cung cấp thêm nhiều do cuộc xâm lược đảo Síp và một cuộc nổi dậy ở Aden đang diễn ra tại Ottoman.
Quân đội của Sultan bao gồm một hạm đội lớn các tàu galley, 15.000 quân, 400 pháo thủ và lính đánh thuê Ottoman.
Thành phố Malacca đã được phòng thủ vững chắc dưới sự chỉ huy của Dom Leonis Pereira được sự hỗ trợ của vua xứ Johore và đã thành công trong việc đẩy lui quân của Aceh.
Các cuộc tấn công khác vào Malacca của quân Aceh vẫn tiếp tục diễn ra trong những năm tiếp theo, đặc biệt là vào năm 1570.
Các cuộc tấn công này đã làm suy yếu Đế chế Bồ Đào Nha. Vào những năm 1570, Quốc vương Moluccas đã thành công đẩy lùi người Bồ Đào Nha khỏi quần đảo Maluku.